# Haldorf
Haldorf ist ein etwa 1500 Einwohner zählender Ortsteil der Gemeinde Edermünde im Norden des nordhessischen Schwalm-Eder-Kreises.

## Geographische Lage
Haldorf liegt im Südosten der Gemeinde Edermünde etwa zehn Kilometer südlich von Kassel. Am südöstlichen Ortsrand fließt die Eder, die wenige Kilometer nördlich in die Fulda mündet. Nachbarorte sind die Edermünder Ortsteile Holzhausen und Grifte im Norden sowie Dissen (Ortsteil von Gudensberg) im Südwesten und Wolfershausen (Ortsteil von Felsberg) im Südosten.
Gut ein Kilometer westlich von Haldorf verläuft die über die Anschlussstelle Edermünde erreichbare Autobahn 49, gut zwei Kilometer östlich die über die Anschlussstelle Guxhagen erreichbare Autobahn 7. Haldorf hatte ab 1899 einen Bahnhof an der Grifte-Gudensberger Kleinbahn, auf der der Personenverkehr 1954 eingestellt wurde und die 1979 endgültig stillgelegt wurde. Heute befindet sich der nächste Bahnhof gut ein Kilometer nördlich in Grifte an der Main-Weser-Bahn.

## Geschichte
Frühzeitlich war das Gebiet um Haldorf besiedelt. Der Riesenstein von Haldorf belegt die Besiedlung im Neolithikum.
In einer Urkunde von 1020 wird Halthorpe erwähnt, wobei zweifelhaft ist, ob es sich dabei um Haldorf handelt. Der Name Haldorf erscheint in einer auf das Jahr 1081 datierten Urkunde, die sich jedoch als Fälschung erwies. Weitere Erwähnungen von Haldorf (als Haldorpf, Haltorf, Haldorph, Haldorp bzw. Haldorff) finden sich im 13. und 14. Jahrhundert. 1428 war der Ort ein landgräfliches Dorf im Amt Gudensberg.
Auf Initiative des damaligen Bürgermeisters und späteren Landrats August Franke erhielt Haldorf 1951 das erste Dorfgemeinschaftshaus in Hessen.
Im Zuge der Gebietsreform in Hessen wurde am 31. Dezember 1971 die Gemeinde Edermünde durch den Zusammenschluss der bisherigen Gemeinden Grifte, Haldorf und „Holzhausen am Hahn“ neu gebildet. Sitz der Gemeindeverwaltung wurde Holzhausen am Hahn.  Am 1. Januar 1974 wurden Edermünde und die bis dahin eigenständige Gemeinde Besse kraft Landesgesetz zur neuen Großgemeinde Edermünde zusammengeschlossen. Es wurden keine Ortsbezirke errichtet.

## Bevölkerung
Einwohnerstruktur 2011
Nach den Erhebungen des Zensus 2011 lebten am Stichtag, dem 9. Mai 2011, in Haldorf 1332 Einwohner. Darunter waren 36 (2,7 %) Ausländer. Nach dem Lebensalter waren 243 Einwohner unter 18 Jahren, 576 zwischen 18 und 49, 261 zwischen 50 und 64 und 252 Einwohner waren 65 und älter. Die Einwohner lebten in 588 Haushalten. Davon waren 156 Singlehaushalte, 168 Paare ohne Kinder und 203 Paare mit Kindern, sowie 57 Alleinerziehende und 3 Wohngemeinschaften. In 96 Haushalten lebten ausschließlich Senioren und in 408 Haushaltungen lebten keine Senioren.
Einwohnerentwicklung
Quelle: Historisches Ortslexikon
- 1575/85: 05 Hausgesesse
- 1639: 04 verheiratete, 4 verwitwete Hausgesesse
- 1682: 06 Hausgesesse
- 1735: 10 Mannschaften
- 1742: 11 Häuser
- 1746: 81 Einwohner
- 1747: 11 Hausgesesse

| Haldorf: Einwohnerzahlen von 1834 bis 2022 | Haldorf: Einwohnerzahlen von 1834 bis 2022 | Haldorf: Einwohnerzahlen von 1834 bis 2022 | Haldorf: Einwohnerzahlen von 1834 bis 2022 | Haldorf: Einwohnerzahlen von 1834 bis 2022 |
| --- | ------------------------------------------ | ------------------------------------------ | ------------------------------------------ | ------------------------------------------ |
| Jahr |                                            |                                            |                                            | Einwohner                                  |
| 1834 | 1834                                       |                                            | 99                                         | 99                                         |
| 1840 | 1840                                       |                                            | 103                                        | 103                                        |
| 1846 | 1846                                       |                                            | 102                                        | 102                                        |
| 1852 | 1852                                       |                                            | 112                                        | 112                                        |
| 1858 | 1858                                       |                                            | 118                                        | 118                                        |
| 1864 | 1864                                       |                                            | 131                                        | 131                                        |
| 1871 | 1871                                       |                                            | 128                                        | 128                                        |
| 1875 | 1875                                       |                                            | 121                                        | 121                                        |
| 1885 | 1885                                       |                                            | 133                                        | 133                                        |
| 1895 | 1895                                       |                                            | 142                                        | 142                                        |
| 1905 | 1905                                       |                                            | 184                                        | 184                                        |
| 1910 | 1910                                       |                                            | 195                                        | 195                                        |
| 1925 | 1925                                       |                                            | 206                                        | 206                                        |
| 1939 | 1939                                       |                                            | 243                                        | 243                                        |
| 1946 | 1946                                       |                                            | 432                                        | 432                                        |
| 1950 | 1950                                       |                                            | 430                                        | 430                                        |
| 1956 | 1956                                       |                                            | 468                                        | 468                                        |
| 1961 | 1961                                       |                                            | 494                                        | 494                                        |
| 1967 | 1967                                       |                                            | 935                                        | 935                                        |
| 1970 | 1970                                       |                                            | 1.038                                      | 1.038                                      |
| 1990 | 1990                                       |                                            | ?                                          | ?                                          |
| 2000 | 2000                                       |                                            | ?                                          | ?                                          |
| 2008 | 2008                                       |                                            | 1.496                                      | 1.496                                      |
| 2011 | 2011                                       |                                            | 1.332                                      | 1.332                                      |
| 2016 | 2016                                       |                                            | 1.332                                      | 1.332                                      |
| 2022 | 2022                                       |                                            | 1.475                                      | 1.475                                      |
| Datenquelle: Historisches Gemeindeverzeichnis für Hessen: Die Bevölkerung der Gemeinden 1834 bis 1967. Wiesbaden: Hessisches Statistisches Landesamt, 1968. Weitere Quellen: ; 1970:; Gemeinde Edermünde: |                                            |                                            |                                            |                                            |

Vor allem bedingt durch die Nähe zu Kassel und Baunatal hat sich die Einwohnerzahl Haldorfs in den letzten 50 Jahren auf etwa 1500 mehr als verdreifacht.
Historische Religionszugehörigkeit
Quelle: Historisches Ortslexikon
- 1861: alle Einwohner evangelisch-reformiert
- 1885: 133 evangelische (= 100,00 %) Einwohner
- 1961: 405 evangelische (= 81,98 %), 76 katholische (= 15,38 %) Einwohner

Historische Erwerbstätigkeit
- 1961: Erwerbspersonen: 44 Land- und Forstwirtschaft, 80 Produzierendes Gewerbe, 47 Handel und Verkehr, 28 Dienstleistungen und Sonstiges[6]

## Persönlichkeiten
- Fritz Scheffer (1899–1979), geboren in Haldorf, deutscher Bodenkundler
- August Franke (1920–1997), geboren in Haldorf, deutscher Politiker (SPD), ehemaliger Bürgermeister von Haldorf (1945 bis 1960), Landrat der Kreise Fritzlar-Homberg und Schwalm-Eder und Mitglied des Hessischen Landtags
- Günter Rudolph (* 1956), geboren in Haldorf, deutscher Politiker (SPD), Parlamentarischer Geschäftsführer der SPD-Fraktion im Hessischen Landtag
- Edgar Franke (* 1960), wuchs in Haldorf auf, deutscher Politiker (SPD), Mitglied des Deutschen Bundestages
- Rebekka Knoll (* 1988), wuchs in Haldorf auf, Schriftstellerin
- Peer Schröder (1956–2019), lebt in Haldorf, Schriftsteller